# Rito Selvaggi
Rito Selvaggi (Noicàttaro, 22 mai 1898 – Zoagli, 19 mai 1972) est un compositeur, chef d'orchestre et musicien italien.
Il a composé un grand nombre d'œuvres et a dirigé trois des plus prestigieux conservatoires italiens: Palerme, Parme et Pesaro.

## Biographie
Le maître Rito Selvaggi doit son prénom à la dévotion de sa mère à Sainte Rita de Cascia.
Dès son jeune âge, Selvaggi a montré une inclination et une passion pour la musique, passion et talent qui l'accompagneront pendant toute sa vie.
En 1910, il est entré au Conservatoire Rossini de Pesaro où il a été l'élève d'Amilcare Zanella et dont il deviendra directeur en 1959. Dès 14 ans, il a commencé à se produire comme pianiste dans des concerts soit en Italie soit à l’extérieur et a été loué par Debussy et Paderewski.
Durant la première guerre mondiale, mobilisé comme officier, il a été blessé par une balle autrichienne. Convalescent, il a joué et a organisé des concerts mémorables pour les troupes. Ceux-ci ont été joués par un orchestre inter-allié, conçu et rassemblé par Selvaggi, et qui était constitué d'artistes-soldats des forces alliées (tchèque, français, anglais) mobilisés sur le front italien.
Après l’armistice, il a entrepris une carrière artistique qui l'a amené, comme chef d'orchestre, dans toute l'Europe, en Russie, en Inde, au Japon, aux États-Unis, et en Australie en 1927.
En 1929, il fait représenter au théâtre San Carlo de Naples son opéra Maggiolata Veneziana. De 1929 à 1943, il a été directeur artistique de ce qui s'appelait alors EIAR avant de devenir la RAI. En 1934, il accepte la chaire de composition au Conservatoire de Parme. En 1938 il devient directeur du Conservatoire de Palerme dont il deviendra également président, poste qu'il gardera jusqu'en 1941. En 1956 il revient, comme directeur, au Conservatoire Arrigo Boito de Parme, où il restera jusqu'en 1959. De 1959 à 1963 il a été directeur du Conservatoire Rossini de Pesaro.
Il a passé ses dernières années dans sa villa Zoagli, entouré de l'amour de sa femme, la comtesse Vittoria Cervelli, et de sa sœur Bianca, dans la solitude austère, consacrée à ses compositions et ses études.
Il est mort en mai 1972 à l’âge de 74 ans, alors qu'il travaillait avec toute son énergie à son œuvre Per Crucem ad Lucem, drame mystique en un prologue et trois mouvements.

## Œuvres

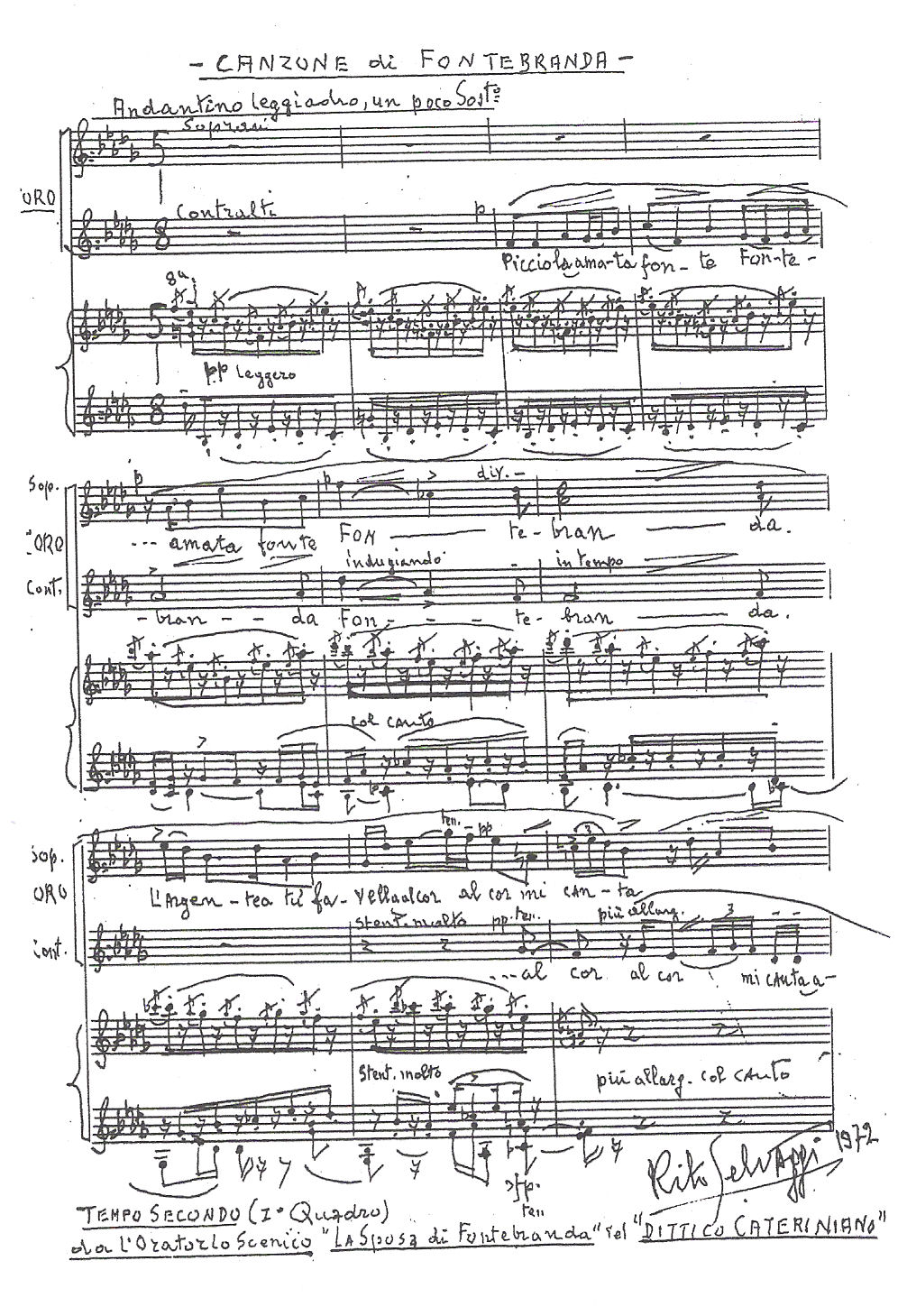
Canzone di Fontebranda.

### Opéras
- Il Falco Dalmata (Bozzetto Drammatico), œuvre de jeunesse (1916)
- Fiamma, en trois actes et quatre tableaux, texte de Antonio Lega (1932)
- Maggiolata Veneziana, Op. 7, tragédie lyrique en 3 actes (Naples, S.Carlo 16-4-1929)
- Trilogia Del Fuoco, trois mystères pour un théâtre sacré : S. Lorenzo - Giovanna d’Arco - Savonarola
- Mitzi, en 1 prologue et deux actes (1951)

### Oratorios
- Estasi di Santo Francesco, Op. 11 (Pour solistes, chœur, orchestre et orgue) Théâtre de Turin et Transmission à la Rai (1930-41)
- Stabat Mater (Lauda), Op. 15 (Pour solistes, chœur et orchestre) Teatro Massimo de Palerme, 1942, Radio Roma 1943, Radio Vaticana (Con Dischi) (1943-47)
- Santa Caterina Da Siena - (La Sposa di Fontebranda-Eletta), Oratorio Scenico in due parti a celebrazione del VI centenario della nascita (1947)
- Profumo di Dio, pour voix, cordes et orchestre
- Per Crucem ad Lumen - Dramma Mistico in tre atti et un epilogo

### Musique symphonique
- Introduzione et Corale (Pesaro, 1914)
- Vibrazioni Notturne (Pesaro, 1916)
- Meditazione, pour harpe et orchestre (Pesaro, 1915)
- Tempo di Concerto, pour piano et orchestre (Pesaro ,1915)
- Suite Militaire, Op. 9, création au Festival de Vittel, France (1935)
- Notturno Sinfonico (Voci Nella Notte), Op. 12, pour orchestre, avec cadence du piano (Turin, 1933)
- Apulia (Sette Quadri Umoristici), Op. 18, Suite symphonique pour vents solistes (1-Festivita’ Del Santo Patrono, 2-Serenata Nuziale, 3-Processione, 4-Corteo Funebre, 5-Onomastico, 6-Tarantella, 7-Passo Doppio) (1923)
- Poemetti Brevi, Op 5, pour voix et piano (1- Albata, 2-Poesia et Realta’, 3-Bianco et Nero, 4-Eri Tu?, 5-Mistero) (texte du compositeur)
- La Nativita’ di Gesu’ Trittico Sinfonico, Op. 57, (Corale - Pifferata - Offertorio)
- Il Primo chant della Madre - Poemetto, Op. 16, pour voix et orchestre de chambre
- Sancta Maria Poema Notturno, Op. 25, pour orchestre et chœur d'hommes (A Celebrazione Scoperta Dell’america) (1940)
- Suite Balletto, Op. 53, pour violoncelle concertant et orchestre de chambre (1- Introduzione. Corteo Notturno, 2-Valzer, 3-Gavotta Figurata - Rondo’ Finale)
- Ninna Nanna Elegiaca, Op. 17, pour violoncelle et orchestre de chambre (Concerti Sinfonici, Rome, 1935)
- Preludio alla Messa Antoniana, Op. 14
- Canzoniere d’Italia dalla Collana di Canti Alla Patria, Op. 10, pour chœur et orchestre :
  - 1-Canto dei Volontari d’Italia, (1943)
  - 2-Il XII Corpo d’armata, (1942)
  - 3-Ai Lavoratori dei Campi, (1919)
  - 4-Canto della Milizia, pour chant et piano, sur des paroles de Paolo Rizzi (1930)
  - 5-Fanfara di Mardia dei Vigili del Fuoco, (1939)
- Canzone del Carnaro di D’Annunzio (Fiume, 1920)
- La Citta ‘ Olocausta, poème symphonique pour orchestre (Fiume, 1920)
- Aria et Toccata, Op. 67, pour orchestre à cordes
- Largo, Op. 68, pour orchestre à cordes
- Concerto Italiano, pour orchestre à cordes - Laus Perennis In Onore di San Tommaso D’aquino Trasmessa Piu’ Volte Dalla Rai
- Serenata Italliana, pour violon obbligato et orchestre

### Musique de chambre
- Sonate en mi bémol majeur, pour violon et piano (Palerme, 1942)
- Notturno, Op. 1, pour violon et piano
- Sonata drammatica en ré mineur, Op. 2, pour alto et piano (Vienne, 1936)
- Elegia, pour alto et piano
- Quartetto en mi majeur, Op. 43, pour cordes
- Sonata a Quattro, pour quatuor à cordes
- Pierrot Melanconico, pour violon et piano

### Musique de piano
- Preludi del Mare, pour piano
- Sei Fughe Espressive, Op. 21, pour piano
- Tre Studi da Concerto, Op. 22, pour piano
- Il Pentagramma Delle Rondini, pour piano
- Sonata pour piano ‘’Omaggio A Chopin’’ exécutée à la Radio Nationale de Varsovie en 1962

### Musique vocale
- Il Mistero del Poeta Liriche, pour chant et piano
- Tre Liriche, pour voix de contralto et piano (d'après Fogazzaro, Milan, 1923)
- Or Non Piu’ Serenata, pour voix, violon et piano.
- Juvenilia Cinque Impressioni, pour voix et piano
- Canto Mesto, pour chant et piano
- Sonatina, pour voix et piano

### Musique polyphonique sacrée et profane
- Messe à cinq voix mixtes, (Cathédrale de Milan, 1923)
- Quattro Canti Sacri, pour voix et orchestre sur un texte évangélique
- Messe pour quatre voix et orchestre, (Cathédrale de Pesaro, 1916)
- Messa Antoniana pour quatre voix et orchestre, Op 13, (1931, Parme, Novare, Varese, Vicenza).
- Ave Maris Stella, Op. 6, pour cinq voix, (1931)

### Motets
- Qui Seminant, secondo mottetto per tre voci virili
- Veni Sponsa Christi, Op. 59, mottetto per tre voci bianche
- Visi Sunt Mottetto, pour quattro voci pari, Op. 61 dédié à Mons. Martino Gillet (1946)
- Tu Es Petrus, Op. 60, mottetto per quattro voci dispari, (a S:S: Pio Xii)
- Ode A Regina Pacis, pour voix et quatuor à cordes sur un texte du Cardinal V. Vannutelli (1931)
- Preghiera All’immacolata Concezione, pour voix et harmonium (1932)
- Ave Mater Dei, pour orgue et voix de basse (1930)
- Mottetti et Madrigali Sacri per la Settimana Santa, à 3,4,5,6,8 voix
- Il Giuramento del Legionario, coro virile a quattro voci con tamburi militari
- Canto del Pane, per 4 voci dispari, Op. 4
- Fioretti del Papa - Stornelli mistici a quattro voci
- Un Nido Lirica pour voix et piano, In Memoria di Donato Tagarelli
- Lampade - Nell’ultima Notte di Tempesta, suite pour voix et piano (1968)
- Due Composizioni Sacre: O Maria concepita, Domina Mia Maria, Dedicate a Ss Pio XII, pour voix et harmonium (1954)
- Musiche per la Cripta - Giaculatoria della Medaglia Miracolosa, pour voix et harmonium
- Canto di Salutazione a Maria Santissima Ausiliatrice, pour voix et orgue
- Lauda Breve, pour voix et harmonium, In Onore di S. Vittoria, Dedicata alla Moglie
- Inno per il Congresso Eucaristico Diocesano
- Stornelli del Chiostro, per il genetliaco di Padre Pio da Pietrelcina, pour voix, flûte et harpe
- Ninna Nanna dei Fiordi, Leggenda Marinara, poema per voci soliste e coro polifonico
- Cinque Danze Rituali
- De Profundis, pour violon et harmonium
- Suite Inglese
- Pastorella Selenica
- Notturno Lunare, dédié à S. Gotta
- Le Api et La Rosa, chant mystique dédié à S. Rita Da Cascia, pour chant et piano, (22 mai 1961, Pesaro)
- Canzone di Frescobaldi, pour orchestre à cordes et Assolo Originale de hautbois
- Tre Romanze dedicate a Beniamino Gigli, 1 - Stornellata, 2 - Nustalgia, 3 - Doie Stelle

### Transcriptions
- G. B. Martini, Preludio et Allegro, Op. 27, pour orchestre à cordes
- G. B. Martini, Siciliana et Corrente, Op. 27 bis, pour cordes
- Zipoli, 12 Canzoni dall’organo, Op. 30, pour hautbois et cordes
- Zipoli, Preludio, Corrente, Sarabanda e Giga, Op. 30 bis, pour cordes
- Clementi, Due pezzi, Op. 31, pour piano (orchestre de chambre)
- B. Galuppi, Allegro, Op. 28, orchestre sans trombones
- Gabrielli, Sonata pian et forte dalla Sacra Sinfonia, Op. 36, pour vents et altos
- B. Marcello, Dalla Sonata in do min, Op. 19, transcription pour cordes
- J. S. Bach, Du Clavecin bien tempéré - Préludes 9,10,12,17,22,24 (Con Fuga), Op. 20, pour cordes et instruments variés
- Purcell, Suite pour orchestre à cordes, Op. 23 bis, joué à la RAI
- Corelli,Concerto Grosso, Op. 24, pour cordes
- Manfredini, Concerto Grosso pour il Santo Natale, Op. 24 bis
- Scarlatti, Quattro concerti, Op. 35, pour orchestre à cordes

## Essais et œuvres didactiques
- Principi di Orchestrazione, Trattato per lo studio degli strumenti e loro applicazione (Présenté en 1934 pour le concours à la Chaire de Composition de Parme)
- Programma di insegnamento e di esame della Scuola di Composizione, approvato ed applicato nel Conservatorio di Parma (Stab. Tip.L: Orsatti- Parma 1935 Pagg. 16)
- Piccolo Trattato d'armonia ad uso dei seminari e degli istituti religiosi. (La Prima Applicazione di Questo Trattato e stata fatta dallo stesso Selvaggi nel corso svolto durante il ‘44 Quale Professore di Armonia Nell'istituto Liturgico Si Santa Sabina In Roma).
- Guida Per l'interpretazione ed esecuzione delle Sinfonia di Beethoven
- Saggio Sulla Sinfonia in re min di C. Frank
- Saggio Sul Till Eulenspiegel di R. Strauss
- Saggio Sulla Sinfonia N. 1 di Mahler

## Source
- (it) Cet article est partiellement ou en totalité issu de l’article de Wikipédia en italien intitulé « Rito Selvaggi » (voir la liste des auteurs).